# Sveti Jerolim (otok)
Sveti Jerolim, tudi Stenjak, je majhen otoček v Jadranskem morju, ki pripada Hrvaški.
Sveti Jerolim je otoček v skupini Brionskih otokov ob jugozahodni obali Istre. Otoček, na katerem stoji svetilnik, leži okoli 1 km jugozahodno od V. Brijuna. Porasel je z bujnim mediteranskim zelenjem. Njegova površina meri 0,126 km². Dolžina obalnega pasu je 1,55 km. Najvišji vrh na otočku doseže višino 18 mnm.
Iz pomorske karte je razvidno, da svetilnik, ki stoji na jugozahodni obali otočka, oddaja svetlobni signal: B Bl 2s. Nazivni domet svetilnika je 5 milj. Otok je dolga leta upravljala kranjska počitniška zveza in je bil namenjen počitnikovanju slovenskih osnovnošolcev in srednješolcev.
Slovensko ime Stenjak izhaja iz visokih sten, nastalih zaradi lomljenja kamna. Beli istrski apnenec oz. brionski kamen so začeli lomiti že v Avstro-Ogrski, predvsem za potrebe Benetk in Pulja. Kamen iz kamnoloma na Sv. Jerolimu so rabili tudi za gradnjo hotelov in drugih zgradb na Velikem Brionu, vključno z Belo vilo.